# Heterosternus oberthueri
Heterosternus oberthueri är en skalbaggsart som beskrevs av Ohaus 1901. Heterosternus oberthueri ingår i släktet Heterosternus och familjen Rutelidae. Inga underarter finns listade i Catalogue of Life.